# 1896 aux États-Unis
Pour des articles plus généraux, voir Chronologie des États-Unis et 1896.
Chronologie des États-Unis
- 1892
- 1893
- 1894
- 1895
- 1896
- 1897
- 1898
- 1899
- 1900

Cette page concerne des événements d'actualité qui se sont produits durant l'année 1896 du calendrier grégorien aux États-Unis.

## Événements
- 4 janvier : l'Utah devient le quarante-cinquième État de l'Union américaine.
- 18 mai : dans son arrêt Plessy v. Ferguson, la cour suprême des États-Unis reconnaît aux États le droit d'imposer la ségrégation raciale dans les écoles et les lieux publics, pourvu que les conditions offertes aux deux races soient égales. Les juges justifient la ségrégation raciale en posant le principe de la coexistence d’établissements « séparés mais égaux ».
- 26 mai : création du Dow Jones.
  - La General Electric s’entend avec Westinghouse pour se partager le marché de l’électricité aux États-Unis.
- 27 mai : une des tornades les plus meurtrière de l'histoire des États-Unis détruit en partie le centre-ville de St. Louis, dans le Missouri, faisant 255 morts et blessant plus de 1000 personnes[1].
- 4 juin : premier prototype automobile expérimenté par Henry Ford à Détroit.
- 9 juillet : À la Convention démocrate, les représentants des États producteurs d’argent et des petits fermiers blancs empêchent les délégués du Nord-est de défendre le Président. Le parti dénonce l’influence de Wall Street et rallie les Populistes. William Jennings Bryan est désigné pour briguer la présidence après son discours de la Croix d'or vilipendant l'étalon-or.
- 17 août : découverte d'or au Yukon. Début de la Ruée vers l'or du Klondike (fin en 1898). L’or de l’Alaska va permettre au gouvernement McKinley de surmonter la crise monétaire. En quelques mois, plus de 100 000 personnes se précipitent dans une région particulièrement inhospitalière pour tenter d’y faire fortune.

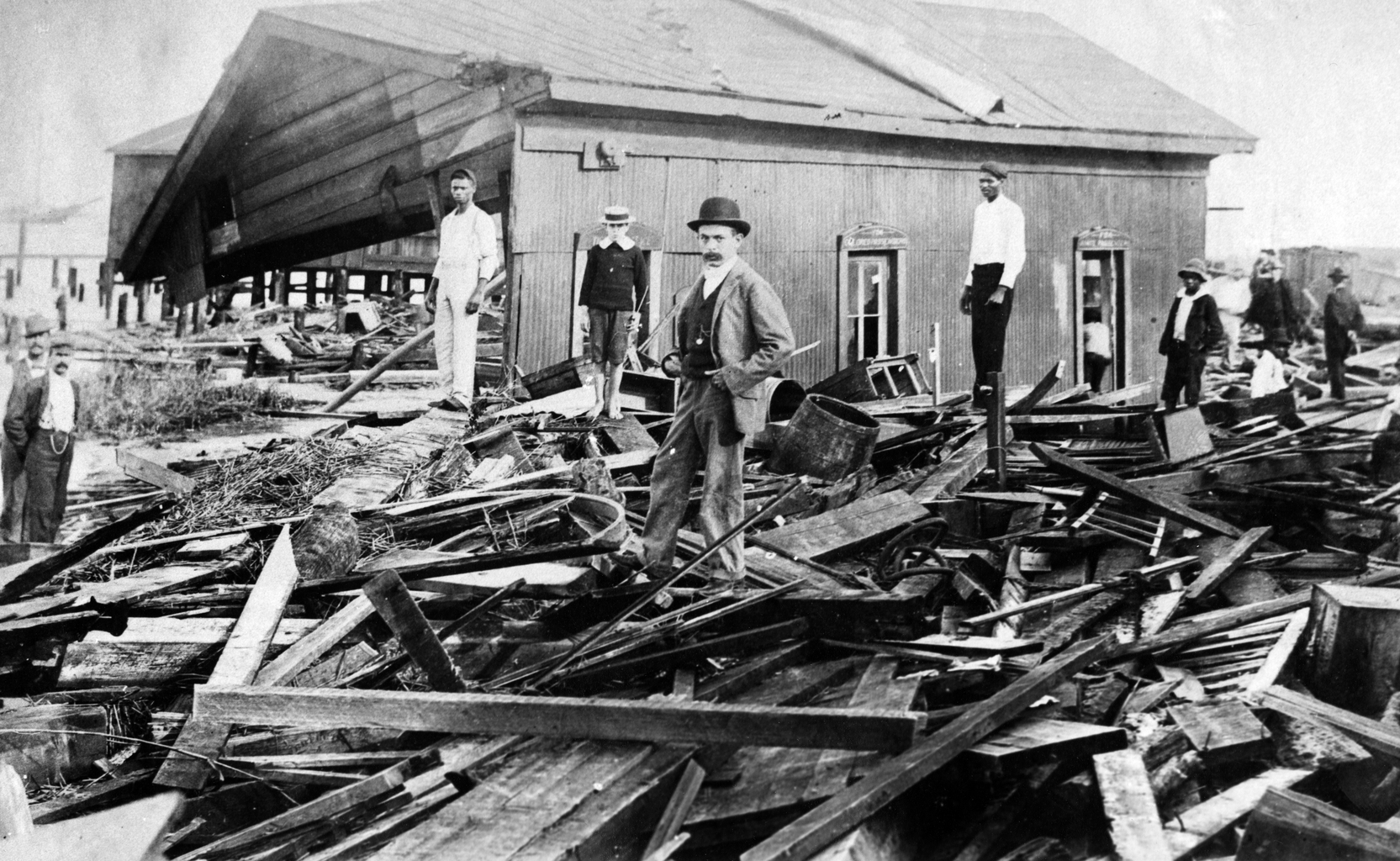
Ravages causés par le grand ouragan de 1896.

- 22-30 septembre : un violent ouragan frappe le golfe du Mexique et les côtes atlantiques de la Floride (ouragan Cedar Keys 1896 (en))[2].
- 3 novembre : élection de William McKinley (R) comme Président des États-Unis. Industriels et financiers se rallient au républicain William McKinley qui bat le candidat démocrate William Jennings Bryan à la présidentielle, à l’issue d’une campagne dont la querelle sur le bimétallisme a constitué l’essentiel des débats.